# Golden spike

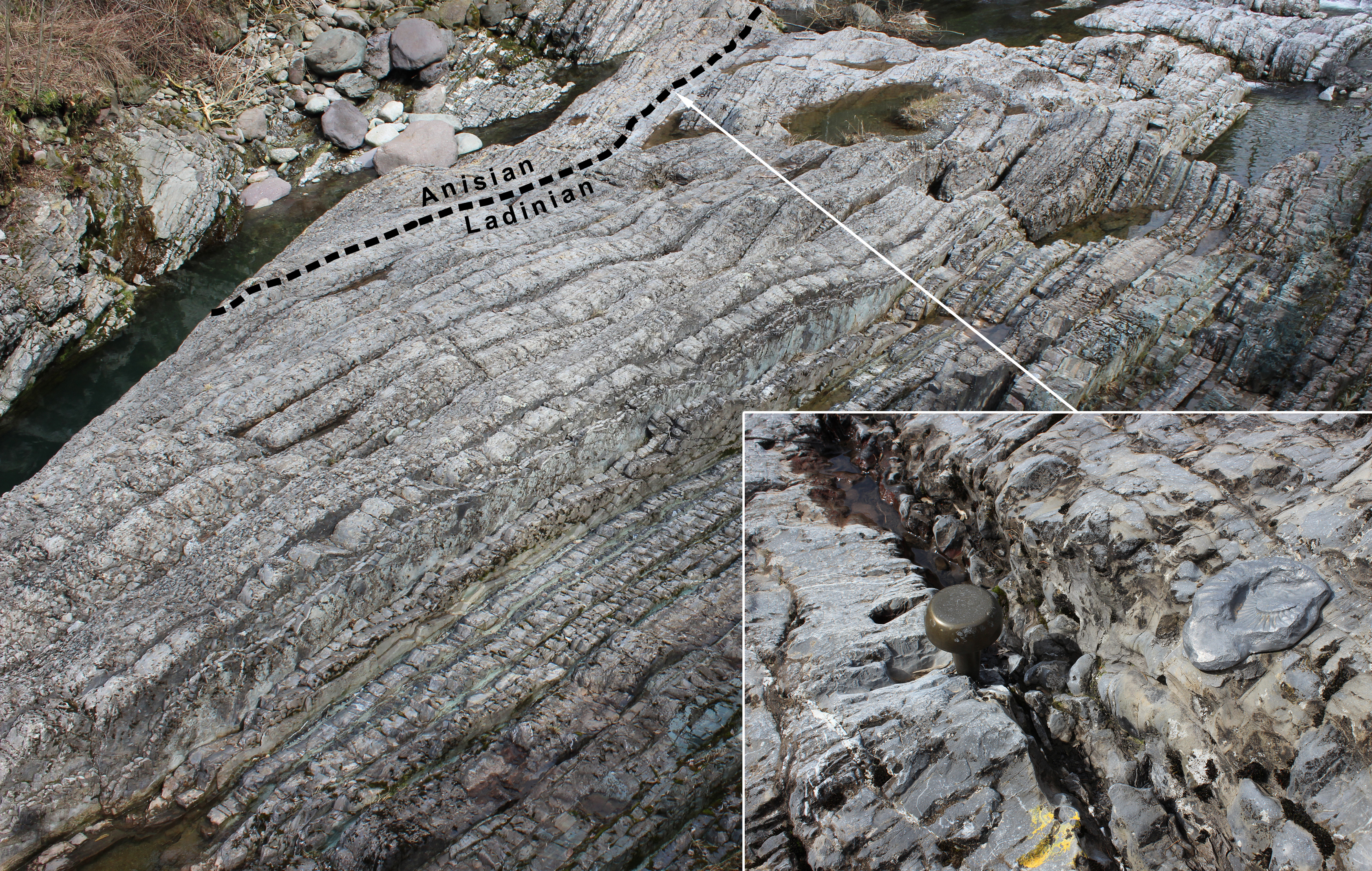
De golden spike voor de basis van het Ladinien (ongeveer 242 miljoen jaar oud) ten zuiden van het dorp Bagolino in de Italiaanse Alpen. Het Ladinien is een etage in de Trias.

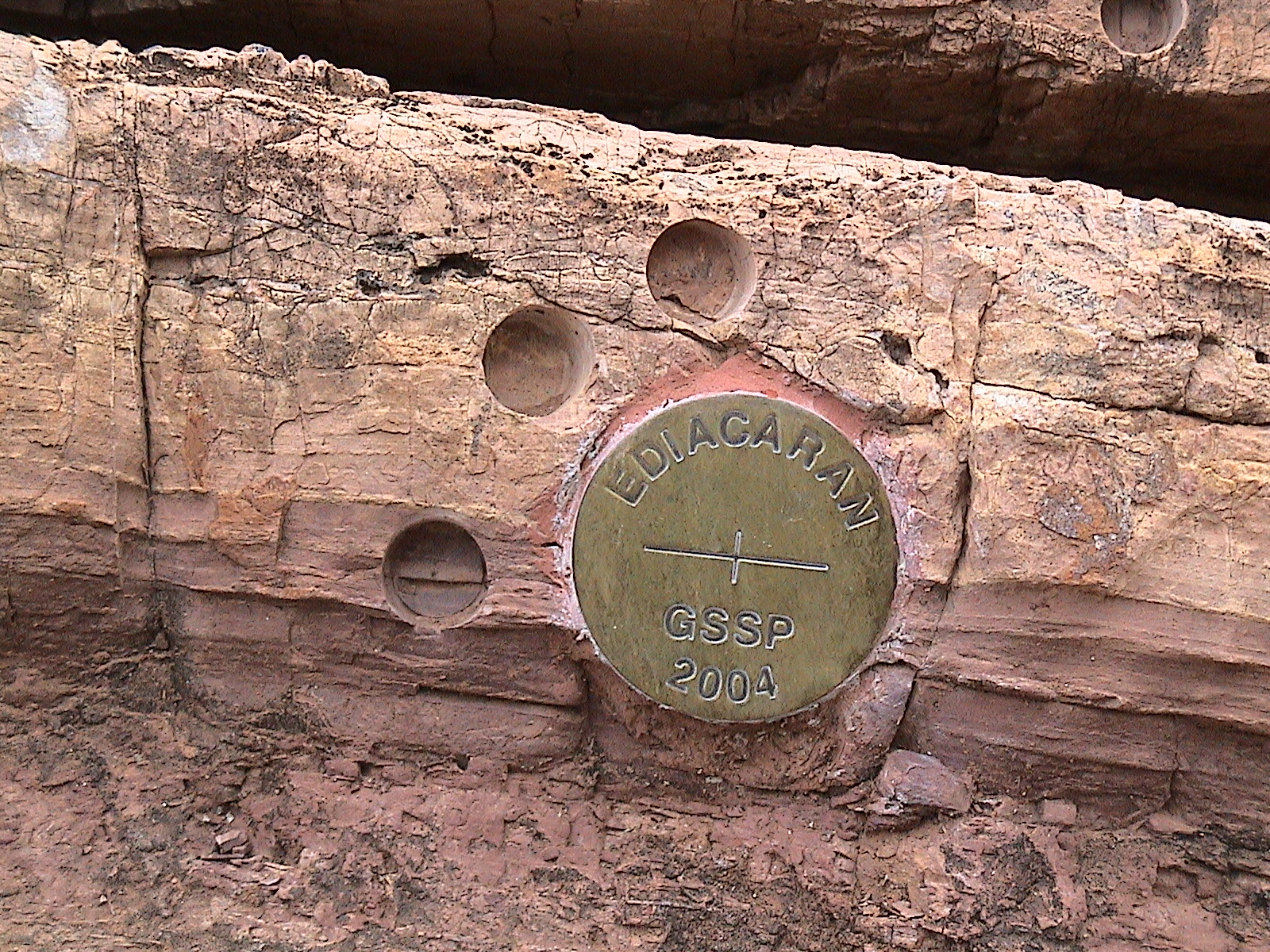
De golden spike voor het systeem Ediacarium in de Flinders Range, Zuid-Australië. Het Ediacarium is de onderste (oudste) eenheid waarvoor op deze manier de basis gedefinieerd is - deze is ongeveer 635 miljoen jaar oud.

Een golden spike (Engels voor gouden spijker) of Global Boundary Stratotype Section and Point (GSSP) is een locatie waar de basis van gesteente uit een bepaald geologisch tijdperk duidelijk zichtbaar is, normaal gesproken in de vorm van een geologische ontsluiting. Wetenschappers hebben afgesproken deze plek te gebruiken als internationale definitie. Een golden spike is daarom een typelocatie; en de ontsluiting is het stratotype van een grens tussen twee chronostratigrafische eenheden. Tijdperken uit de geochronologie worden gedefinieerd door datering van de GSSP's. Met de GSSP van een bepaalde chronostratigrafische eenheid wordt altijd de basis bedoeld, de top van een eenheid is de GSSP van de erop liggende eenheid.

## Vaststellen van een GSSP

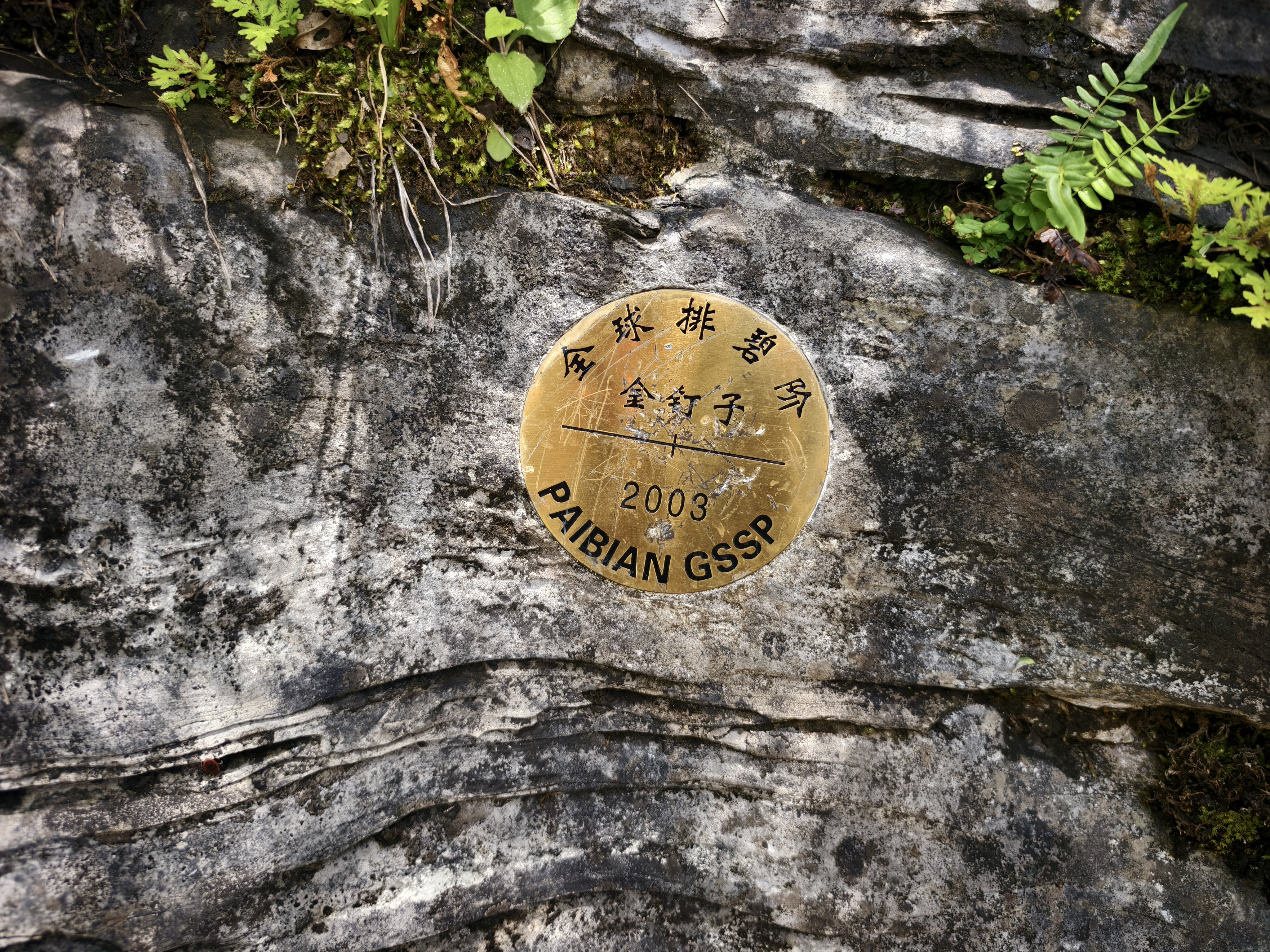
De golden spike voor het Paibien, een etage in het Cambrium. De golden spike bevindt zich in de Huaqiao-formatie bij Paibi (Hunan, China).

Het aanwijzen van golden spikes wordt verricht door de ICS, een commissie van de IUGS. De meeste golden spikes (maar niet alle) zijn gebaseerd op veranderingen in fossielinhoud. Daarom vormen GSSP's meestal de grens tussen twee biozones, hoewel lang niet elke grens tussen biozones ook een GSSP is.
Een GSSP definieert de basis van de afzettingen uit de stratigrafische periode waarop de GSSP betrekking heeft. Voor iedere stratigrafische periode dient, ideaal gezien, ergens op Aarde één GSSP vastgesteld te zijn. De ideale golden spike is makkelijk correleerbaar met andere ontsluitingen wereldwijd, bijvoorbeeld vanwege het plotseling verdwijnen of verschijnen van bepaalde mariene microfossielen met grote verspreiding, of door de nabijheid van paleomagnetische grenzen. Verder ligt de ideale GSSP in de onmiddellijke nabijheid van een radiometrisch dateerbaar bed, in een setting van zo continu mogelijke sedimentatie, en rijk aan mariene fossielen. In de praktijk is zo'n ideale GSSP-locatie vaak moeilijk te vinden, en gaan er veel congres-discussies aan de vaststelling vooraf. Een ideale GSSP is bovendien makkelijk te bereiken met het openbaar vervoer vanaf het dichtstbijzijnde grote vliegveld. De betreffende ontsluiting moet ook groot genoeg zijn om verder onderzoek makkelijk te maken.
Als de ICS een GSSP heeft aangewezen wordt een "gouden spijker" in de ontsluiting gedreven op de precieze plek waar de grens zich bevindt. In de praktijk zijn de gouden spijkers niet van goud of soms zelfs geen spijkers. De eerste GSSP werd in 1977 vastgelegd; het betrof het vastleggen van de basis van het Devoon in een ontsluiting bij Suchomastyin in Tsjechië. Dit gebeurde door een bronzen plaquette te bevestigen.

## Moeilijkheden bijPrecambrischeGSSP's
Omdat het aanwijzen van een GSSP afhangt van hoe goed deze in het gesteente te herkennen is, wordt dit moeilijker als men verder teruggaat in de tijd. Zeer oude gesteenten zijn zeldzaam en bovendien vaak door metamorfose onbruikbaar voor stratigrafisch onderzoek. In het Precambrium komen bovendien weinig fossielen voor zodat het moeilijk is biozones aan te wijzen. De oudste met een GSSP vastgestelde grens is de basis van het systeem Ediacarium (rond 630 Ma). Grenzen tussen oudere tijdperken zijn arbitrair op ronde getallen vastgesteld, in plaats van met een golden spike ergens in een gesteentelaag. Zulke grenzen worden GSSA's genoemd.

## Moeilijkheden bijKwartaireGSSP's
Ook het vaststellen van GSSP's voor de allerjongste tijdvakken (Pleistoceen en Holoceen) en hun indelingen is moeilijk. Dit heeft tot felle debatten geleid in ICS en Kwartairgeologische kringen, met name in de periode 2003-2007. Voor het begin van het Holoceen is bijvoorbeeld de GSSP niet vastgesteld in een sectie bestaand uit sedimentair gesteente, maar in een ijskern. Dit is gedaan omdat er nergens diep-mariene afzettingen van circa 11.650 jaar oud nu op land toegankelijk zijn.